# Nicola e Alessandra
Nicola e Alessandra (Nicholas and Alexandra) è un film del 1971 diretto da Franklin J. Schaffner.
La pellicola racconta la storia dell'ultimo zar di Russia, Nicola II e di sua moglie, la Zarina Alessandra.
Tratto dal saggio storico Nicola e Alessandra di Robert K. Massie, il film è considerato come la più fedele ricostruzione della storia dell'ultimo zar di Russia, anche se nel film sono presenti alcune inesattezze.

## Trama
Lo zar di Russia Nicola II Romanov, pieno di gioia per nascita del figlio Aleksej, si trova però a dover affrontare una serie di problemi: le sorti di una disastrosa guerra con il Giappone e l'insistenza del popolo russo che reclama la costituzione.
Nel frattempo vengono a formarsi partiti politici popolari, primo fra tutti il Partito bolscevico, guidato da Lenin, il quale spinge ancora di più il popolo a ribellarsi allo zar.
Nel corso di una festa lo zar e la zarina Alessandra conoscono il monaco Grigorij Rasputin, noto per le sue capacità profetiche e taumaturgiche. La zarina rimane affascinata da questo monaco e decide di ricorrere a lui nella speranza di poter curare il figlio affetto da emofilia.
Quando il 9 gennaio 1905 le guardie imperiali aprono il fuoco sulla folla inerme radunata davanti al Palazzo d'Inverno per chiedere migliori condizioni di lavoro, ha inizio una rivolta generale che costringe Nicola II a promettere la convocazione della Duma, un'assemblea rappresentativa con poteri legislativi.
Otto anni dopo, nel 1913, nel trecentenario dell'ascesa della dinastia Romanov al trono russo, vediamo la famiglia reale trascorrere un soggiorno a Livadija, nella penisola di Crimea, sul Mar Nero. Il piccolo zarevic Aleksej è un ragazzino molto vivace, ma costantemente privato della possibilità di condurre una vita normale, a causa della sua emofilia. Lo zar Nicola, dopo aver preso visione di dettagliati rapporti della polizia riguardo alla vita dissoluta di Rasputin, lo allontana dalla corte imperiale. 

Tuttavia Nicola va incontro alle suppliche di Alessandra che, oppressa dal senso di colpa per essere stata lei a trasmettere la malattia a Aleksej (in quanto tara ereditaria), è  fermamente convinta che solo Rasputin possa guarire suo figlio.
Il Primo Ministro Pëtr Stolypin, che aveva garantito la soddisfazione di alcune richieste del popolo per poter preservare l'Impero (dalla rivoluzione), è assassinato con un colpo d'arma da fuoco mentre assisteva ad una rappresentazione operistica a Kiev. Lo zar Nicola reagisce non solo facendo giustiziare l'assassino ma anche chiudendo la Duma e permettendo all'Ochrana di terrorizzare i contadini e bruciare le loro case.
Aleksej subisce un piccolo incidente che conduce ora al peggior attacco della sua infermità e si ritiene che stia per morire. La Zarina scrive una lettera a Rasputin, che risponde immediatamente con parole di conforto e di speranza. Il piccolo erede al trono si riprende così che a Rasputin viene consentito il ritorno a corte.
La Prima guerra mondiale ha inizio con l'assassinio dell'erede al trono austriaco Francesco Ferdinando e presto Austria e Germania dichiarano guerra alla Russia. Lo zar parte per il fronte lasciando il potere nelle mani di Alessandra, la quale subisce  sempre più la negativa influenza di Rasputin.
Rasputin nomina e destituisce ministri a suo piacimento ed è visto dal popolo come il maggior responsabile della disfatta della Russia in guerra. Nel dicembre del 1916 a San Pietroburgo un gruppo di nobili, tra i quali Dmitrij Pavlovič Romanov, il principe Feliks Feliksovič Jusupov e il deputato Vladimir Puriškevič, progettano di ucciderlo: lo attirano nella casa del principe e dopo averlo avvelenato con cianuro, gli scaricano contro un intero caricatore di rivoltella, infine lo finiscono a cinghiate e ne gettano il cadavere a fiume.
Poco dopo, come Rasputin aveva predetto, esasperato dalle disfatte militari e dalla mancanza di viveri il popolo insorge e costringe la Duma a proclamare un Comitato Provvisorio. Tre giorni dopo, Nicola II, di ritorno nella capitale, viene raggiunto alla stazione di Pskov da due emissari del comitato ed è convinto ad abdicare.
Il Comitato esecutivo dei Soviet chiede al Governo Provvisorio l'arresto dello zar e di tutti i membri della famiglia e ordina che vengano confinati presso la tenuta imperiale di Carskoe Selo. In seguito a nuove rivolte, il nuovo governo Kerenskij trasferisce la famiglia imperiale, per motivi di sicurezza, nella cittadina di Tobol'sk, al di là degli Urali. Dopo alcuni mesi di prigionia, giunge l'ordine di condurre lo zar a Mosca per processarlo ma durante il viaggio lo zar e la sua famiglia vengono catturati dal Soviet degli Urali e portati ad Ekaterinburg.
Qui, la notte tra il 16 e il 17 luglio 1918, lo zar Nicola II, la zarina Alessandra ed i loro figli, dopo essere stati condotti nello scantinato della casa in cui erano trattenuti prigionieri, vengono fucilati.

## Produzione
- Il film fu girato in Spagna e in Iugoslavia.
- Alcuni giornali dell'epoca in cui il film era in lavorazione asserirono che nel cast ci sarebbero stati anche Rex Harrison e Vanessa Redgrave. Tuttavia, in una recente biografia del produttore Sam Spiegel viene detto che mai si pensò a far comparire i due attori nel film.
- Molti attori furono presi in considerazione per il ruolo di Rasputin. Inizialmente si pensò a Laurence Olivier ma poi si preferì anzi dargli il ruolo del conte Witte. Si pensò anche a Peter O'Toole e Marlon Brando per questo ruolo, mentre Yul Brynner fece di tutto per ottenere la parte. Alla fine il ruolo venne affidato a Tom Baker.
- Roderic Noble è stato scelto a causa della sua somiglianza con lo zarevic Aleksej.
- Sembra che le inesattezze storiche presenti nel film non vadano imputate né all'autore del libro, Robert K. Massie, né ai realizzatori del film. Sembra infatti che il governo sovietico dell'epoca abbia costretto la produzione a modificare alcuni elementi della storia vera.[senza fonte]
- La TV britannica non fu in grado di trasmettere il film per anni a causa di problemi di diritti d'autore.

## Riconoscimenti
- 1972 - Premio Oscar
  - Migliore scenografia a John Box, Ernest Archer, Jack Maxsted, Gil Parrondo, Vernon Dixon
  - Migliori costumi a Yvonne Blake e Antonio Castillo
  - Candidatura Miglior film a Sam Spiegel
  - Candidatura Miglior attrice protagonista a Janet Suzman
  - Candidatura Migliore fotografia a Freddie Young
  - Candidatura Miglior colonna sonora a Richard Rodney Bennett
- 1972 - Golden Globe
  - Candidatura Miglior attrice debuttante a Janet Suzman
  - Candidatura Miglior attore debuttante a Tom Baker
  - Candidatura Miglior attore non protagonista a Tom Baker
- 1972 - Premio BAFTA
  - Candidatura Miglior attrice debuttante a Janet Suzman
  - Candidatura Migliore scenografia a John Box
  - Candidatura Migliori costumi a Yvonne Blake e Antonio Castillo